# U-415 (tàu ngầm Đức)
U-415 là một tàu ngầm tấn công  Lớp Type VII thuộc phân lớp Type VIIC được Hải quân Đức Quốc Xã chế tạo trong Chiến tranh Thế giới thứ hai. Nhập biên chế năm 1942, nó đã thực hiện được bảy chuyến tuần tra, đánh chìm được một tàu buôn tải trọng 4.917 GRT cùng một tàu chiến tải trọng 1.340 tấn, đồng thời gây hư hại cho một tàu buôn khác tải trọng 5.486 GRT. Trong chuyến tuần tra cuối cùng, U-415 bị đắm do trúng thủy lôi ngoài khơi cảng Brest, Pháp vào ngày 14 tháng 7, 1944.

## Thiết kế và chế tạo

### Thiết kế

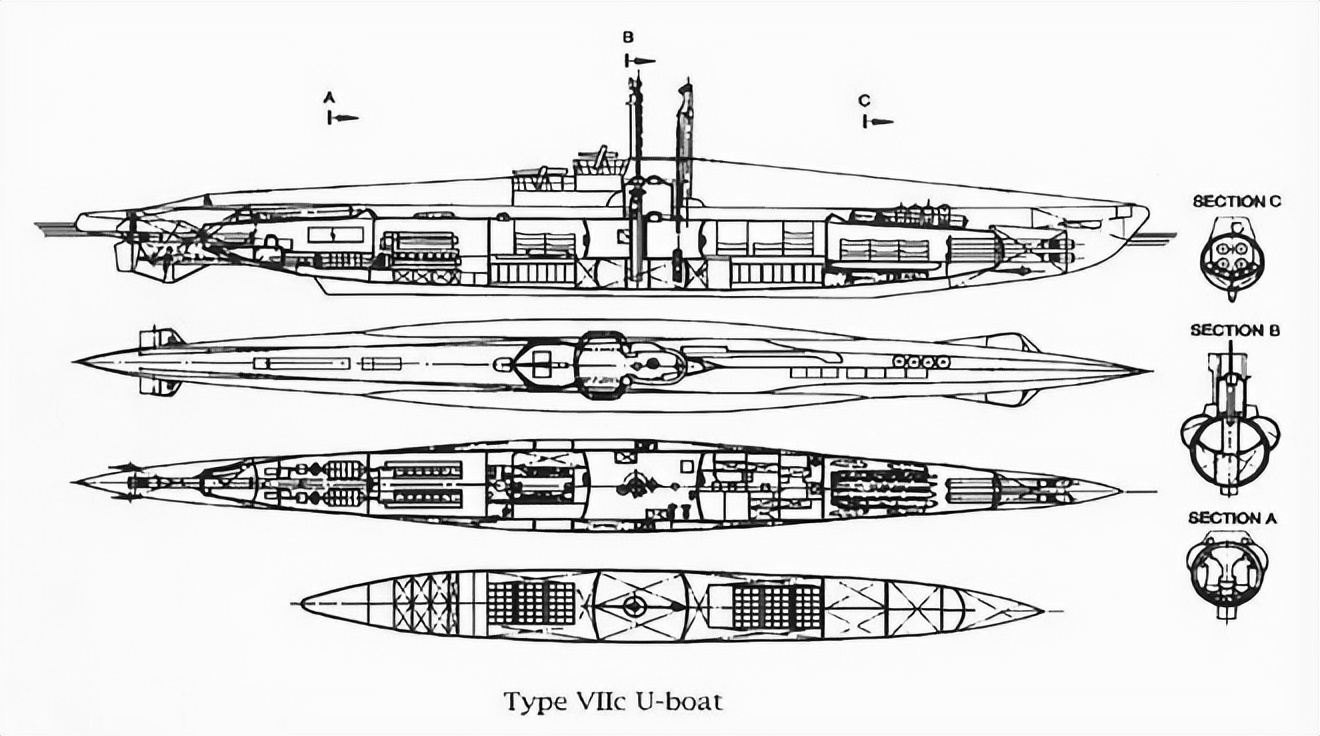
Sơ đồ các mặt cắt một tàu ngầm Type VIIC

Phân lớp VIIC của Tàu ngầm Type VII là một phiên bản VIIB được kéo dài thêm. Chúng có trọng lượng choán nước 769 t (757 tấn Anh) khi nổi và 871 t (857 tấn Anh) khi lặn). Con tàu có chiều dài chung 67,10 m (220 ft 2 in), lớp vỏ trong chịu áp lực dài 50,50 m (165 ft 8 in), mạn tàu rộng 6,20 m (20 ft 4 in), chiều cao 9,60 m (31 ft 6 in) và mớn nước 4,74 m (15 ft 7 in).
Chúng trang bị hai động cơ diesel Germaniawerft F46 siêu tăng áp 6-xy lanh 4 thì, tổng công suất 2.800–3.200 PS (2.100–2.400 kW; 2.800–3.200 bhp), dẫn động hai trục chân vịt đường kính 1,23 m (4,0 ft), cho phép đạt tốc độ tối đa 17,7 kn (32,8 km/h), và tầm hoạt động tối đa 8.500 nmi (15.700 km) khi đi tốc độ đường trường 10 kn (19 km/h). Khi đi ngầm dưới nước, chúng sử dụng hai động cơ/máy phát điện Garbe, Lahmeyer & Co. RP 137/c  tổng công suất 750 PS (550 kW; 740 shp). Tốc độ tối đa khi lặn là 7,6 kn (14,1 km/h), và tầm hoạt động 80 nmi (150 km) ở tốc độ 4 kn (7,4 km/h). Con tàu có khả năng lặn sâu đến 230 m (750 ft).
Vũ khí trang bị có năm ống phóng ngư lôi 53,3 cm (21 in), bao gồm bốn ống trước mũi và một ống phía đuôi, và mang theo tổng cộng 14 quả ngư lôi, hoặc tối đa 22 quả thủy lôi TMA, hoặc 33 quả TMB. Tàu ngầm Type VIIC bố trí một hải pháo 8,8 cm SK C/35 cùng một pháo phòng không 2 cm (0,79 in) trên boong tàu. Thủy thủ đoàn bao gồm 4 sĩ quan và 40-56 thủy thủ.

### Chế tạo
U-415 được đặt hàng vào ngày 15 tháng 8, 1940, và được đặt lườn tại xưởng tàu Danziger Werft ở Danzig (nay là Gdańsk thuộc Ba Lan) vào ngày 12 tháng 7, 1941. Nó được hạ thủy vào ngày 9 tháng 5, 1942, và nhập biên chế cùng Hải quân Đức Quốc Xã vào ngày 5 tháng 8, 1942 dưới quyền chỉ huy của Hạm trưởng, Đại úy Hải quân Kurt Neide.

## Lịch sử hoạt động

### 1943

#### Chuyến tuần tra thứ nhất
Sau khi di chuyển từ cảng Kiel, Đức đến Bergen, Na Uy vào cuối tháng 2 và đầu tháng 3, 1943, U-415 xuất phát từ đây vào ngày 7 tháng 3 cho chuyến tuần tra đầu tiên trong chiến tranh. Nó băng qua khe GIUK giữa quần đảo Faroe và Iceland để vòng qua quần đảo Anh, và hướng đến vùng biển Bắc Đại Tây Dương về phía Đông Nam Greenland.
Ở vị trí về phía Đông Nam mũi Farewell, Greenland, nó phóng ngư lôi tấn công Đoàn tàu ONS-3, và một quả trúng đích lúc 08 giờ 07 phút đã đánh chìm chiếc tàu buôn Anh Ashantian 4.917 GRT. Một quả ngư lôi khác đã đánh trúng chiếc tàu buôn Anh Wanstead 5.486 GRT lúc 08 giờ 14 phút, nhưng không đủ để đánh chìm mục tiêu; Wanstead sau đó bị tàu ngầm U-413 phóng ngư lôi kết liễu lúc 13 giờ 45 phút, cùng tại tọa độ 55°46′B 45°14′T / 55,767°B 45,233°T.
Trên đường hướng về vùng bờ biển Đại Tây Dương của Pháp, chiếc tàu ngầm bị tấn công trong vịnh Biscay vào ngày 1 tháng 5, thoạt tiên bởi một máy bay ném bom Handley Page Halifax thuộc Liên đội 502 Không quân Hoàng gia Anh (RAF), và sau đó bởi một chiếc Armstrong Whitworth Whitley thuộc Liên đội 602 RAF. U-415 bị hư hại, nhưng vẫn đi đến được cảng Brest đã bị Đức chiếm đóng, đến nơi vào ngày 5 tháng 5; Brest trở thành căn cứ hoạt động chính của chiếc tàu ngầm cho đến khi nó bị mất.

#### Chuyến tuần tra thứ hai
U-415 khởi hành từ Brest vào ngày 12 tháng 6 cho chuyến tuần tra thứ hai, và cùng với các tàu ngầm U-159 và U-643 băng qua vịnh Biscay để hướng ra giữa Đại Tây Dương, và sau đó đến vùng bờ biển Đông Bắc của lục địa Nam Mỹ. Vào ngày 14 tháng 6, hải đội U-boat bị một máy bay ném bom Whitley thuộc Liên đội 10 RAF tấn công ngoài khơi bờ biển Tây Bắc Tây Ban Nha, nhưng các con tàu đã lặn xuống kịp thời và không bị hư hại. Trong khi tìm cách tấn công một đoàn tàu vận tải ngoài khơi Trinidad vào ngày 24 tháng 7, U-415 bị một tàu corvette trong thành phần hộ tống tấn công, nhưng nó lại thoát được mà không bị hư hại. U-415 quay trở về Brest vào ngày 8 tháng 9.

#### Chuyến tuần tra thứ ba
U-415 có một chuyến tuần tra ngắn tiếp theo từ ngày 27 tháng 10 đến ngày 2 tháng 11. Khi con tàu vẫn còn đang di chuyển trong vịnh Biscay vào ngày 30 tháng 10, nó bị một máy bay ném bom Vickers Wellington trang bị đèn Leigh thuộc Liên đội 612 RAF tấn công ngoài khơi mũi Ortega. Chiếc Wellington bị hỏa lực phòng không chống trả bắn rơi cách con tàu khoảng 55 yd (50 m), khiến toàn bộ sáu thành viên đội bay đều tử trận; nhưng bốn quả mìn sâu thả xuống đã gây hư hại đáng kể cho chiếc U-boat đến mức nó phải hủy bỏ chuyến tuần tra và quay trở về căn cứ.

#### Chuyến tuần tra thứ tư
U-415 lại xuất phát từ Brest vào ngày 21 tháng 11 cho chuyến tuần tra thứ tư để hoạt động trong Đại Tây Dương về phía Tây vịnh Biscay. Ở vị trí về phía Đông Bắc quần đảo Azores vào ngày 24 tháng 12, nó phóng ngư lôi tấn công tàu khu trục Anh HMS Hurricane (1.340 tấn) thuộc Đội hộ tống 1 đang bảo vệ cho các đoàn tàu OS-62 và KMS-36. Hurricane bị hư hại nặng đến mức thủy thủ đoàn phải bỏ tàu và tự đánh đắm vào ngày hôm sau. Trên đường quay trở về căn cứ, chiếc U-boat bị một máy bay ném bom Halifax thuộc Liên đội 58 RAF tấn công vào ngày 5 tháng 1, 1944, với sáu quả mìn sâu được thả xuống. Chiếc tàu ngầm đã chống trả trước khi lặn xuống né tránh, và về đến căn cứ Brest vào ngày hôm sau.

### 1944

#### Chuyến tuần tra thứ năm
Chuyến tuần tra thứ năm của U-415 diễn ra từ ngày 2 đến ngày 31 tháng 3, khi nó hoạt động tại vùng biển giữa Bắc Đại Tây Dương. Trong khi theo dõi Đoàn tàu CU-17 vào ngày 16 tháng 3, nó bị máy bay và tàu chiến hộ tống cho đoàn tàu tấn công, và bị hư hại đến mức phải kết thúc chuyến tuần tra và quay trở về căn cứ.
Sau khi được sửa chữa, U-415 cùng phần lớn tàu U-boat tại các cảng Pháp tham gia hình thành nên Đội Landwirt, một lực lượng chống đổ bộ, nên có một giai đoạn tạm ngừng các chuyến tuần tra đánh phá tàu buôn Đồng Minh trong Đại Tây Dương. Vào lúc này quyền chỉ huy U-415 được chuyển giao cho hạm trưởng mới, Trung úy Hải quân Herbert Werner, vào ngày 17 tháng 4.

#### Chuyến tuần tra thứ sáu
U-415 cùng với Đội Landwirt tại căn cứ Brest cuối cùng cũng được huy động vào ngày chiều tối ngày 6 tháng 6, trong một nỗ lực nhằm ngăn chặn cuộc đổ bộ của lực lượng Đồng Minh tại Normandy. Sáu chiếc U-boat trang bị ống hơi, cùng tám chiếc khác không có ống hơi bao gồm U-415, xuất phát từ Brest thành hai đợt. Tám chiếc không có ống hơi di chuyển trên mặt nước phải chịu đựng những đợt không kích liên tiếp của đối phương, được mô tả như là “trận chiến máy bay/tàu ngầm lớn nhất trong chiến tranh”. Trong vòng 24 giờ, bốn chiếc U-boat từ căn cứ Brest đã bị đánh chìm trong các cuộc không kích liên tục, và ba chiếc khác bị hư hại phải quay trở lại căn cứ, đồng thời bốn máy bay đối phương đã bị bắn rơi.
U-415 bị tấn công vào sáng sớm ngày 7 tháng 6 bởi một máy bay ném bom Vickers Wellington trang bị đèn Leigh, và bị hư hại nặng nên phải quay trở về căn cứ vào ngày hôm sau. Trung úy Werner tự nhận đã bắn rơi hai máy bay đối phương trong trận chiến, nhưng các nguồn khác cho rằng không thể xác định tàu U-boat đã bắn rơi được đối phương. Sau trận chiến này, Bộ Tổng chỉ huy U-boat Đức ra lệnh giới hạn hoạt động những U-boat không trang bị ống hơi chỉ trong nhiệm vụ tuần tra phòng thủ bên ngoài căn cứ.

#### Chuyến tuần tra thứ bảy – Bị mất
Vào ngày 11 tháng 7, U-415 cùng với tàu ngầm U-963 được phân về Đội Pirat để tuần tra phòng thủ tại vùng biển ngoại vi chung quanh Brest, nhằm bảo vệ cho những chiếc U-boat xuất phát hay quay về căn cứ. Chúng thường xuyên bị máy bay đối phương tấn công. Đến ngày 14 tháng 7, trong khi làm nhiệm vụ tương tự, U-415 va phải thủy lôi thuộc bãi mìn “Jellyfish 5” ngoài khơi Brest, và bị đắm tại tọa độ 48°22′B 04°29′T / 48,367°B 4,483°T, khiến hai thành viên thủy thủ đoàn tử trận.
Trung úy Werner hạm trưởng cùng một số thành viên sống sót của U-415 được chuyển sang tàu ngầm U-953; ông sống sót qua Thế Chiến II và là tác giả quyển Iron Coffins: A U-boat Commander's War 1939-45.
U-415 được trục vớt vào ngày 21 tháng 7 và được kéo về bến tàu Clemenceau ở Brest, nhưng được xem là một tổn thất toàn bộ. Con tàu được tháo dỡ để làm nguồn phụ tùng cho những chiếc U-boat khác còn hoạt động, trước khi bị đánh đắm vào tháng 8, 1944 khi “Pháo đài Brest” sắp lọt vào tay lực lượng Đồng Minh. Lườn tàu bị tháo dỡ vào năm 1946.

### "Bầy sói" tham gia
U-415 từng tham gia bảy bầy sói:
- Seeteufel (21 – 30 tháng 3, 1943)
- Meise (11 – 24 tháng 4, 1943)
- Coronel (4 – 8 tháng 12, 1943)
- Coronel 2 (8 – 14 tháng 12, 1943)
- Coronel 3 (14 – 17 tháng 12, 1943)
- Borkum (18 – 26 tháng 12, 1943)
- Preussen (7 – 17 tháng 3, 1944)

### Tóm tắt chiến công
U-415 đã đánh chìm được một tàu buôn tải trọng 4.917 GRT cùng một tàu chiến tải trọng 1.340 tấn, đồng thời gây hư hại cho một tàu buôn khác tải trọng 5.486 GRT:
| Ngày              | Tên tàu       | Quốc tịch              | Tải trọng | Số phận      |
| ----------------- | ------------- | ---------------------- | --------- | ------------ |
| 21 tháng 4, 1943  | Ashantian     | United Kingdom         | 4.917     | Bị đánh chìm |
| 21 tháng 4, 1943  | Wanstead      | United Kingdom         | 5.486     | Bị hư hại    |
| 24 tháng 12, 1943 | HMS Hurricane | Hải quân Hoàng gia Anh | 1.340     | Bị đánh chìm |